# Mouche prédatrice

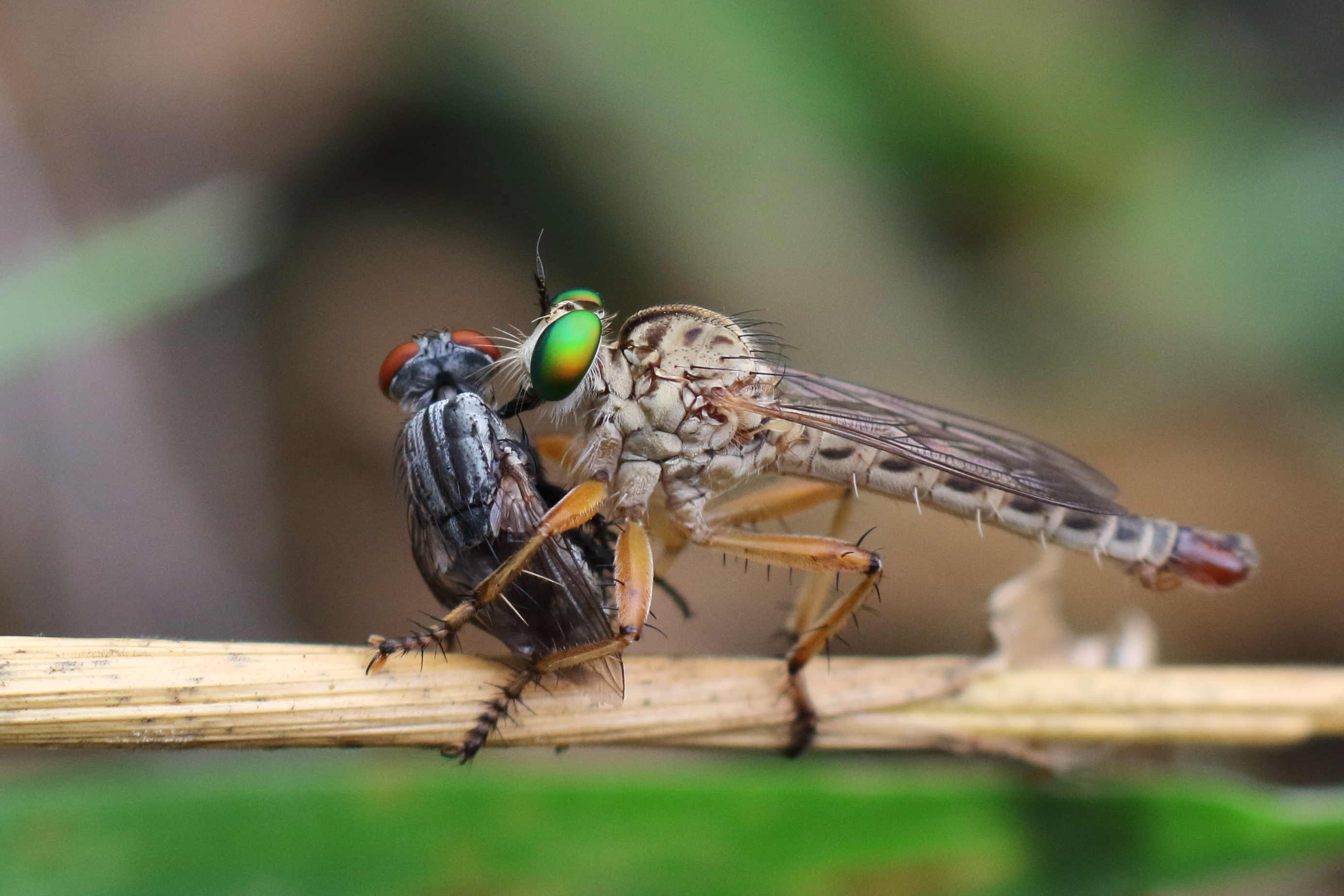
Mouche prédatrice de la famille des Asilidées, s'attaquant à une mouche commune.

Une mouche prédatrice, mouche rapace ou encore mouche de proie, est insecte diptère faisant partie des mouches qui chassent des proies vivantes à l'affut, les saisissant parfois en plein vol à l'aide de leurs longues pattes. Elles piquent immédiatement leur victime à l'aide d'une trompe rigide après lui avoir injecté de la salive neurotoxique, paralysant et dissolvant ainsi le contenu de leur corps pour l'aspirer.

## Familles
Elle appartiennent principalement de la famille des Asilidae. Les asiles sont d'assez grosses mouches à vol rapide, reconnaissables à leurs pattes épineuses et à leur « moustache »,, qui leur vaut le nom vernaculaire de mouche à toison.
D'autres familles de diptères sont des mouches prédatrices, comme les Rhagionidae, les Therevidae, les Empididae, les Dolichopodidae, etc.

## Interaction avec l'homme

### Toxicité
Les asiles ne piquent pas les humains. Dans les rares cas de piqûre accidentelle (genre Asilus), celle-ci est douloureuse, mais sans conséquence.

### Utilisation
Les horticulteurs considèrent les mouches prédatrices comme étant des auxiliaires utiles pour limiter le nombre de mouches, punaises, papillons, guêpes, etc.